# Joe Rohde
Joe Rohde, né le 10 septembre 1955 est un vétéran de Walt Disney Imagineering, la division de The Walt Disney Company qui conçoit et construit les parcs à thème et les hôtels de villégiature de Disney. Le titre officiel de Rohde est "Executive Designer and Vice President, Creative".
Rohde est un très grand voyageur. Que ce soit pour son plaisir personnel ou pour le travail, notamment la conception de Disney's Animal Kingdom à l'époque, il a visité des dizaines de pays. On peut citer notamment l'Indonésie, le Népal, le Kenya ou la Tanzanie. Il est connu pour porter une boucle d'oreille qu'il a ramenées de ses différents voyages autour du monde. À cause du poids de cette boucle son oreille est d'ailleurs déformée.

## Biographie
Né à Sacramento, en Californie, le 10 septembre 1955, Joe Rohde grandit à Hawaï. Il est diplômé de l'École d'Arts Occidental College à Los Angeles. Il a également étudié à l'École de design Otis-Parsons à Los Angeles, ainsi qu'au City College de Pasadena. Avant de devenir imagineer, il a enseigné l'art et l'histoire de l'art à la Chaminade Preparatory High School située à Fernando Valley.
C'est en 1980 qu'il rejoint les rangs de Walt Disney Imagineering, en tant que Designer à l'époque où Epcot est en construction. Il s'occupera du pavillon du Mexique dans la partie World ShowCase.
En tant que designer, il a travaillé par la suite sur différents projets :
- La réhabilitation de Fantasyland à Disneyland Anaheim,
- Le film 3D Captain EO, mettant en scène Michael Jackson,
- Le pavillon de la Norvège à Epcot,
- L'Adventurers Club, une discothèque ayant pour thème les années 1930 située à Downtown Disney.

Rohde est surtout connu pour son active participation à la construction du parc Disney's Animal Kingdom. C'est en 1990 qu'il commence à travailler sur le projet, le parc ayant vu le jour 7 ans plus tard. Il en est le « lead designer », et il a été à la tête du projet Expedition Everest. Pour ce projet, il est parti vers l'Himalaya avec une équipe d'imagineers afin d'aller à la rencontre des populations locales, et à la recherche d'informations concernant le Yéti.
Rohde a été présenté dans un documentaire de la chaîne Travel Channel en avril 2006 intitulé "Expedition Everest: Journey to Sacred Lands". Le programme a été produit par Discovery Networks lors d'expéditions en Chine et au Népal en 2005, appelées Mission Himalayas. Les treks ont été parrainés par Discovery, Disney et Conservation International pour promouvoir l'attraction Expedition Everest et mener des recherches scientifiques et culturelles dans des zones reculées de l'Himalaya.
Il faut avouer que Joe sort du standard Disney. Il a les cheveux longs, porte des boucles d'oreilles tribales, et passe ses vacances au Tibet. Il a d'ailleurs été l'un des premiers occidentaux à se rendre au Royaume de Mustang au Tibet. Capable de parler de pratiquement n'importe quel sujet avec passion et enthousiasme, il reussit à envouter son auditoire avec une grande aisance.[réf. souhaitée]
Il continue de diriger l'équipe de développement de Disney's Animal Kingdom, toujours à la recherche de nouvelles idées d'extension pour le parc.
Après avoir conçu Aulani à Hawaï, Rohde a été chargé de créer Pandora à Disney's Animal Kingdom. Le projet a pris six ans pour être achevé et a ouvert en mai 2017.
Plus récemment, Rohde a dirigé l'équipe qui a transformé l'ancienne Tour de la Terreur à Disney California Adventure en Guardians of the Galaxy – Mission: Breakout! L'attraction a ouvert en mai 2017,. Ce nouveau projet s'inscrit dans le cadre de l'expansion de son rôle de leader créatif mondial de la propriété Marvel.
Rohde a servi de modèle à Harrison Hightower, le propriétaire du "Hightower Hotel" fictif qui abrite la Tower of Terror à Tokyo DisneySea, au Japon.
Le 23 novembre 2020, Rohde a annoncé sa retraite de Walt Disney Imagineering à compter du 4 janvier 2021.
Le 22 février 2021, Virgin Galactic a annoncé que Joe Rohde avait été embauché en tant qu'architecte d'expérience.